# Kulkvarn

Kulkvarn.

En kulkvarn är en typ av kvarn där själva malarbetet utförs av kulor, bollar eller små cylindrar. Kulkvarnar används för att sönderdela, mala och blanda material inom till exempel gruvindustri, mineralberedning samt vid framställning av cement, färgpigment och keramiska material. 

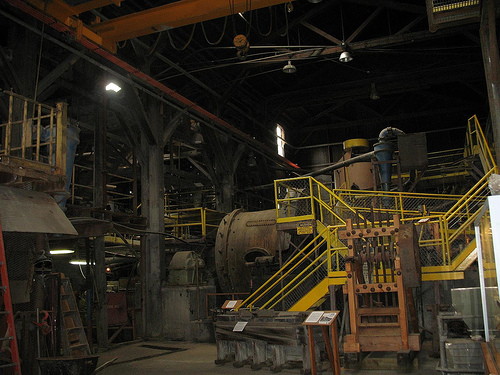
En industriell kulkvarn.

Kvarntypen används också på laboratorier och för sönderdelning av rester efter kremering av människor och djur och kallas då askberedare. 
Kvarnen består av en ihålig cylinder som roterar kring sin  horisontella eller svagt lutande axel. Cylindern som vanligen är en och en halv gång så lång som   diametern, är delvis fylld med malkroppar av rostfritt stål, porslin eller gummi, förr även flinta.
 Kvarnens insida är ofta belagd med ett nötningståligt material såsom  manganstål eller gummi.
Malningen sker genom att kulorna, som roterar med kvarnen, faller ner på malgodset och krossar det. Godset mals också mellan kulorna. Malkropparna nöts successivt ner så nya kulor måste tillsättas då och då.
En kulkvarn har hög kapacitet i förhållande till storleken och är lätt att underhålla och reparera. Den ger samma malresultat under lång tid om kulor tillsätts efterhand som de nöts ner. Till nackdelarna hör att kvarnen är bullrig, tung och otymplig och förbrukar mer energi per ton malgods än andra kvarntyper.